# John Houblon
Sir John Houblon (ur. 13 marca 1632, zm. 10 stycznia 1712) – pierwszy gubernator Banku Anglii. Piastował tę funkcję od 1694 do 1697.
Był trzecim synem Jamesa Houblona, londyńskiego kupca, i Mary De Quesne. Został szeryfem londyńskiego City (Sheriff of the City of London) w 1689, był członkiem rady miejskiej (Alderman) od 1689 do 1712 i szefem cechu sprzedawców artykułów spożywczych (Master of the Grocer's Company) od 1690 do 1691. Pełnił funkcję lorda majora Londynu od 1695.
Wizerunek Johna Houblona widniał na banknotach pięćdziesięciofuntowych (największy nominał tej waluty) wyemitowanych przez Bank Anglii w 1994, z okazji 300-lecia tej instytucji. Przestały one być prawnym środkiem płatniczym 30 kwietnia 2014.